# Chi Xú hương
Chi Xú hương (danh pháp khoa học: Lasianthus) là một chi thực vật có hoa trong họ Thiến thảo (Rubiaceae).

## Loài
Tính đên tháng 3 năm 2023, Plants of the World Online chấp nhận các loài sau:
- Lasianthus acuminatissimus Merr.
- Lasianthus acuminatus Wight
- Lasianthus acutatus Miq.
- Lasianthus africanus Hiern
- Lasianthus agasthyamalayanus R.Jagad., S.P.Mathew, Gangapr. & E.S.S.Kumar
- Lasianthus angustifolius King & Gamble
- Lasianthus annamicus Pit.
- Lasianthus apiocarpus Miq.
- Lasianthus appressus Hook.f.
- Lasianthus aristatus Craib
- Lasianthus atroneurus H.Zhu
- Lasianthus attenuatus Jack
- Lasianthus austrosinensis H.S.Lo
- Lasianthus austroyunnanensis H.Zhu
- Lasianthus baasianus H.Zhu
- Lasianthus bahorucanus Zanoni
- Lasianthus barbatus H.Zhu
- Lasianthus barbiger Ridl.
- Lasianthus batangensis K.Schum.
- Lasianthus bicolor Craib
- Lasianthus bidoupensis V.S.Dang & Naiki
- Lasianthus biermannii King ex Hook.f.
- Lasianthus bifloroideus H.Zhu
- Lasianthus biflorus (Blume) M.Gangop. & Chakrab.
- Lasianthus blumeanus Wight
- Lasianthus bokorensis Naiki
- Lasianthus borneensis Merr.
- Lasianthus bracteolatus Miq.
- Lasianthus brevipedicellatus H.Zhu
- Lasianthus brevipedunculatus H.Zhu
- Lasianthus brochidodromus H.Zhu
- Lasianthus bruneensis H.Zhu
- Lasianthus burmanicus M.Gangop. & Chakrab.
- Lasianthus caeruleus Pit.
- Lasianthus cailinianus H.Zhu
- Lasianthus calycinus Dunn
- Lasianthus cambodianus Pit.
- Lasianthus capitatus Blume
- Lasianthus capitulatus Wight
- Lasianthus cereiflorus E.A.Bruce
- Lasianthus chartaceus Craib
- Lasianthus chevalieri Pit.
- Lasianthus chinensis (Champ.) Benth.
- Lasianthus chlorocarpus K.Schum.
- Lasianthus chowdheryi Karthig., Jayanthi & Sumathi
- Lasianthus chryseus Ridl.
- Lasianthus chrysocaulis Ridsdale
- Lasianthus chrysoneurus (Korth.) Miq.
- Lasianthus chrysophyllus Miq.
- Lasianthus chrysotrichus Lauterb.
- Lasianthus chunii H.S.Lo
- Lasianthus ciliatus Wight
- Lasianthus cinereus Gamble
- Lasianthus clementis Merr.
- Lasianthus coffeoides Fyson
- Lasianthus congesticymus H.Zhu
- Lasianthus conspicuus Ridl.
- Lasianthus constrictus Wight
- Lasianthus cordatus Merr.
- Lasianthus coriaceifolius H.Zhu
- Lasianthus coronatus King & Gamble
- Lasianthus crassinervis Ridl.
- Lasianthus crinitus Hook.f.
- Lasianthus curtisii King & Gamble
- Lasianthus cyanocarpoides Valeton
- Lasianthus cyanocarpus Jack
- Lasianthus dalatensis Wernham
- Lasianthus depressineurus H.Zhu
- Lasianthus dichotomus Wight
- Lasianthus dinghouanus H.Zhu
- Lasianthus eberhardtii Pit.
- Lasianthus elevatineurus H.Zhu
- Lasianthus ellipsoideus H.Zhu
- Lasianthus ellipticus Wight
- Lasianthus eriocalyx H.Zhu
- Lasianthus euneurus Stapf
- Lasianthus fansipanensis V.S.Dang & Naiki
- Lasianthus fasciculus H.Zhu
- Lasianthus ferrugineus King & Gamble
- Lasianthus filiformis King & Gamble
- Lasianthus filipedunculatus H.Zhu
- Lasianthus filipes Chun ex H.S.Lo
- Lasianthus flavihirtus H.Zhu
- Lasianthus flavinervius Ridl.
- Lasianthus floresensis H.Zhu
- Lasianthus foetidissimus A.Chev. ex Pit.
- Lasianthus foetulentus Ridsdale
- Lasianthus fordii Hance
- Lasianthus formosensis Matsum.
- Lasianthus foxworthyanus Craib
- Lasianthus furcatoides H.Zhu
- Lasianthus gardneri (Thwaites) Hook.f.
- Lasianthus giganteus Naiki
- Lasianthus glaber Ridl.
- Lasianthus glomeruliflorus K.Schum.
- Lasianthus griffithii Wight
- Lasianthus halconensis Arshed & Alejandro
- Lasianthus harmandianus Pierre ex Pit.
- Lasianthus harveyanus King & Gamble
- Lasianthus helferi Hook.f.
- Lasianthus henryi Hutch.
- Lasianthus hexander Blume
- Lasianthus hirsutisepalus H.Zhu
- Lasianthus hirsutus (Roxb.) Merr.
- Lasianthus hirtimarginatus H.Zhu
- Lasianthus hirtus Ridl.
- Lasianthus hispidulus (Drake) Pit.
- Lasianthus honbaensis V.S.Dang, Tagane & H.Toyama
- Lasianthus hookeri C.B.Clarke ex Hook.f.
- Lasianthus idukkianus E.S.S.Kumar & P.E.Roy
- Lasianthus inodorus Blume
- Lasianthus iteoides Valeton ex H.Zhu
- Lasianthus iteophyllus Miq.
- Lasianthus jackianus Wight
- Lasianthus jangarunii Y.W.Low
- Lasianthus japonicus Miq.
- Lasianthus kailarsenii Poopath, S.Vajrodaya & Napiroon
- Lasianthus kilimandscharicus K.Schum.
- Lasianthus kinabaluensis Stapf
- Lasianthus konchurangensis V.S.Dang, T.B.Tran & Ha
- Lasianthus krabiensis Napiroon, Balslev & Chamch.
- Lasianthus laevigatus Blume
- Lasianthus lanceolatus (Griseb.) Urb.
- Lasianthus lancifolius Hook.f.
- Lasianthus lancilobus H.Zhu
- Lasianthus larsenii H.Zhu
- Lasianthus latifolius (Blume ex DC.) Miq.
- Lasianthus laxifloroideus H.Zhu
- Lasianthus laxiflorus Merr.
- Lasianthus laxinervis (Verdc.) Jannerup
- Lasianthus lecomtei Pit.
- Lasianthus ledermannii Valeton
- Lasianthus linearifolius H.Zhu
- Lasianthus linearisepalus C.Y.Wu & H.Zhu
- Lasianthus lineolatus Craib
- Lasianthus loeiensis H.Zhu
- Lasianthus longibracteatus H.Zhu
- Lasianthus longifolius Wight
- Lasianthus longipedunculatus R.Parker
- Lasianthus longissimus H.Zhu
- Lasianthus lucidus Blume
- Lasianthus macrobracteatus Rugayah & Sunarti
- Lasianthus macrocalyx K.Schum.
- Lasianthus maculatus Craib
- Lasianthus malaccensis King & Gamble
- Lasianthus malaiensis H.Zhu
- Lasianthus marginatus Craib
- Lasianthus meeboldii Deb & M.G.Gangop.
- Lasianthus megaphyllus H.Zhu
- Lasianthus membranaceoideus H.Zhu
- Lasianthus membranaceus Stapf
- Lasianthus micranthus Hook.f.
- Lasianthus microcalyx K.Schum.
- Lasianthus minutiflorus H.Zhu
- Lasianthus mollis Ridl.
- Lasianthus montanus King & Gamble
- Lasianthus moonii Wight
- Lasianthus mucronulatus (Korth.) Miq.
- Lasianthus myrtifolius Ridl.
- Lasianthus neolanceolatus Ridsdale
- Lasianthus nervosus King & Gamble
- Lasianthus nigrescens H.Zhu
- Lasianthus oblanceolatus Naiki, Tagane & Yahara
- Lasianthus obliquinervis Merr.
- Lasianthus obliquus (Thwaites) Thwaites
- Lasianthus oblongatus Merr.
- Lasianthus oblongifolius Bedd.
- Lasianthus oblongilobus H.Zhu
- Lasianthus oblongus King & Gamble
- Lasianthus obovatibracteatus H.Zhu
- Lasianthus obovatus Bedd.
- Lasianthus obscurus (DC.) Blume ex Miq.
- Lasianthus oliganthus Thwaites
- Lasianthus oligoneurus K.Schum.
- Lasianthus ovatus (Korth.) Miq.
- Lasianthus palawanensis H.Zhu
- Lasianthus panamensis (Dwyer) Robbr.
- Lasianthus papuanus Wernham
- Lasianthus parviflorus H.Zhu
- Lasianthus parvifolius Wight
- Lasianthus pauciflorus Wight
- Lasianthus pedicellatus H.Zhu
- Lasianthus pedunculatus E.A.Bruce
- Lasianthus pendulus Ridl.
- Lasianthus perakensis King & Gamble
- Lasianthus pergamaceus King & Gamble
- Lasianthus phymatodeus H.Zhu
- Lasianthus pierrei Pit.
- Lasianthus pilosus Wight
- Lasianthus platyphyllus (Korth.) Miq.
- Lasianthus politus Ridl.
- Lasianthus protractus (Thwaites) Thwaites
- Lasianthus pseudolongifolius H.Zhu
- Lasianthus pseudostipularis Amshoff ex Bakh.f.
- Lasianthus puberulus Craib
- Lasianthus puffii Napiroon, Balslev & Poopath
- Lasianthus purpureocalyx Napiroon, Chamch., Balslev & Chayam.
- Lasianthus purpureus Blume
- Lasianthus rabilii Craib
- Lasianthus repens Hepper
- Lasianthus repoeuensis Pierre ex Pit.
- Lasianthus reticulatus Blume
- Lasianthus rhinocerotis Blume
- Lasianthus rhizophyllus Thwaites
- Lasianthus ridleyi King & Gamble
- Lasianthus ridsdalei H.Zhu
- Lasianthus rigidus Miq.
- Lasianthus robinsonii Ridl.
- Lasianthus roosianus H.Zhu
- Lasianthus rostratus Wight
- Lasianthus rotundatus Stapf
- Lasianthus rufus (Korth.) Miq.
- Lasianthus sabahensis H.Zhu
- Lasianthus sapaensis V.S.Dang & Naiki
- Lasianthus saprosmoides Pit.
- Lasianthus sarmentosus Craib
- Lasianthus saxorum Craib
- Lasianthus scabridus King & Gamble
- Lasianthus scalariformis King & Gamble
- Lasianthus schmidtii K.Schum.
- Lasianthus sessilis Talbot
- Lasianthus setulosus H.Zhu
- Lasianthus sikkimensis Hook.f.
- Lasianthus simizui (Tang S.Liu & J.M.Chao) H.Zhu
- Lasianthus sithammaratensis Napiroon, Balslev & Chayam.
- Lasianthus sogerensis Wernham
- Lasianthus solomonensis H.Zhu
- Lasianthus stephanocalycinus Naiki, Tagane & Yahara
- Lasianthus stercorarius Blume
- Lasianthus sterrophyllus Merr.
- Lasianthus stipularis Blume
- Lasianthus strigillosus Hook.f.
- Lasianthus strigosus Wight
- Lasianthus subaureus Craib
- Lasianthus subcalvus Craib
- Lasianthus subglobosus H.Zhu
- Lasianthus submembranifolius Elmer
- Lasianthus sumatraensis H.Zhu
- Lasianthus sylvestroides Valeton
- Lasianthus tamdaoensis V.S.Dang
- Lasianthus tennissarimensis Napiroon, Balslev & Chayam.
- Lasianthus tenuifolius H.Zhu
- Lasianthus tetragonus H.Zhu
- Lasianthus thuyanae V.S.Dang & Naiki
- Lasianthus thwaitesii Hook.f.
- Lasianthus tomentosus Blume
- Lasianthus trichophlebus Hemsl.
- Lasianthus undulatus H.Zhu
- Lasianthus urophylloides R.D.Good
- Lasianthus varians (Thwaites) Thwaites
- Lasianthus venosus Blume
- Lasianthus venulosus (Wight & Arn.) Wight
- Lasianthus verrucosus H.S.Lo
- Lasianthus verticillatus (Lour.) Merr.
- Lasianthus viridiramulis Tagane
- Lasianthus vrieseanus Miq.
- Lasianthus vulcanicus Ridl.
- Lasianthus walkerianus Wight
- Lasianthus wallacei E.A.Bruce
- Lasianthus wardii C.E.C.Fisch. & Kaul
- Lasianthus wawoniensis Rugayah & Sunarti
- Lasianthus wightianus Hook.f.
- Lasianthus yaharae V.S.Dang, Tagane & H.Tran
- Lasianthus yalaensis Napiroon, Duangjai & Poopath

## Hình ảnh

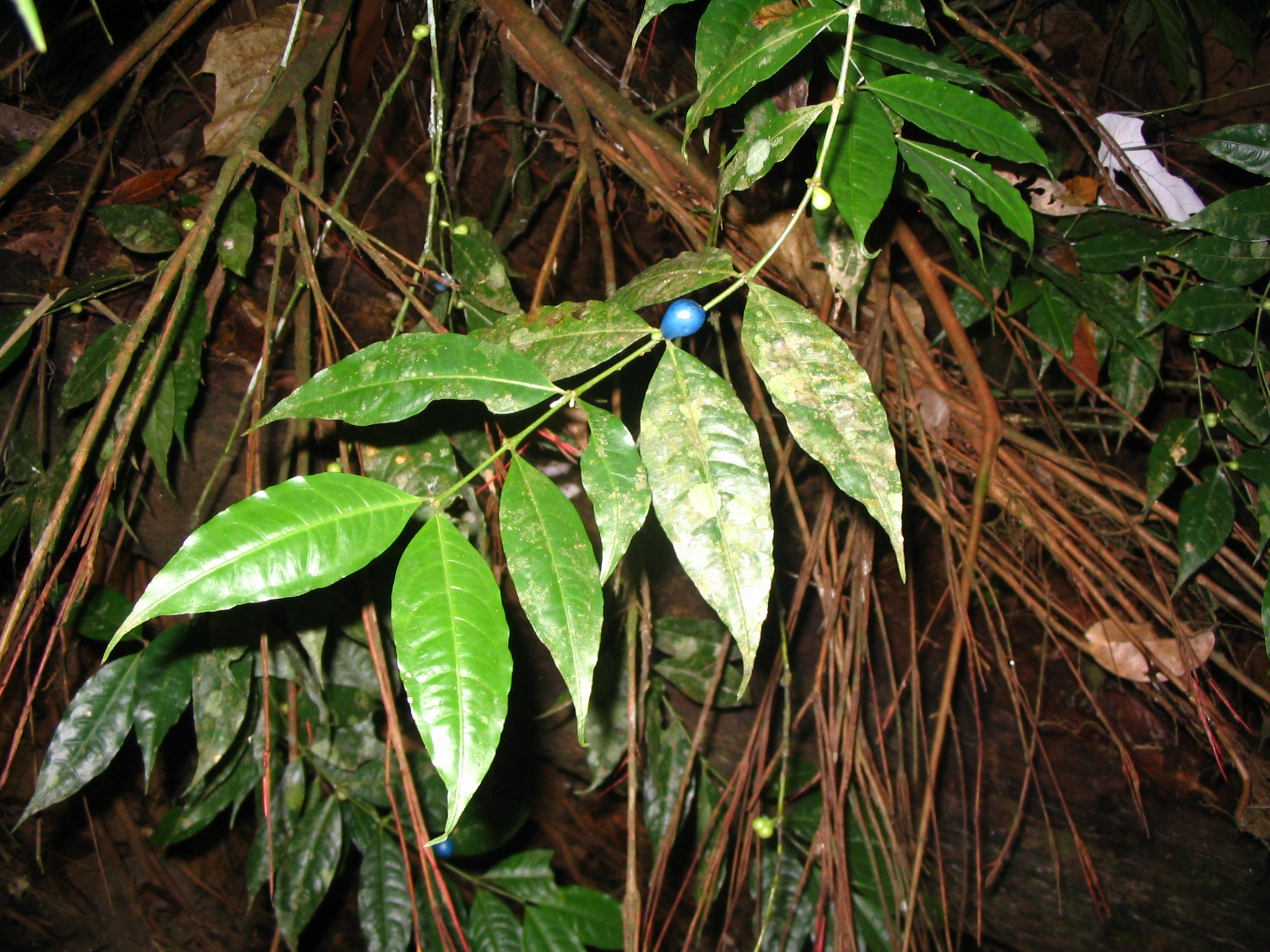
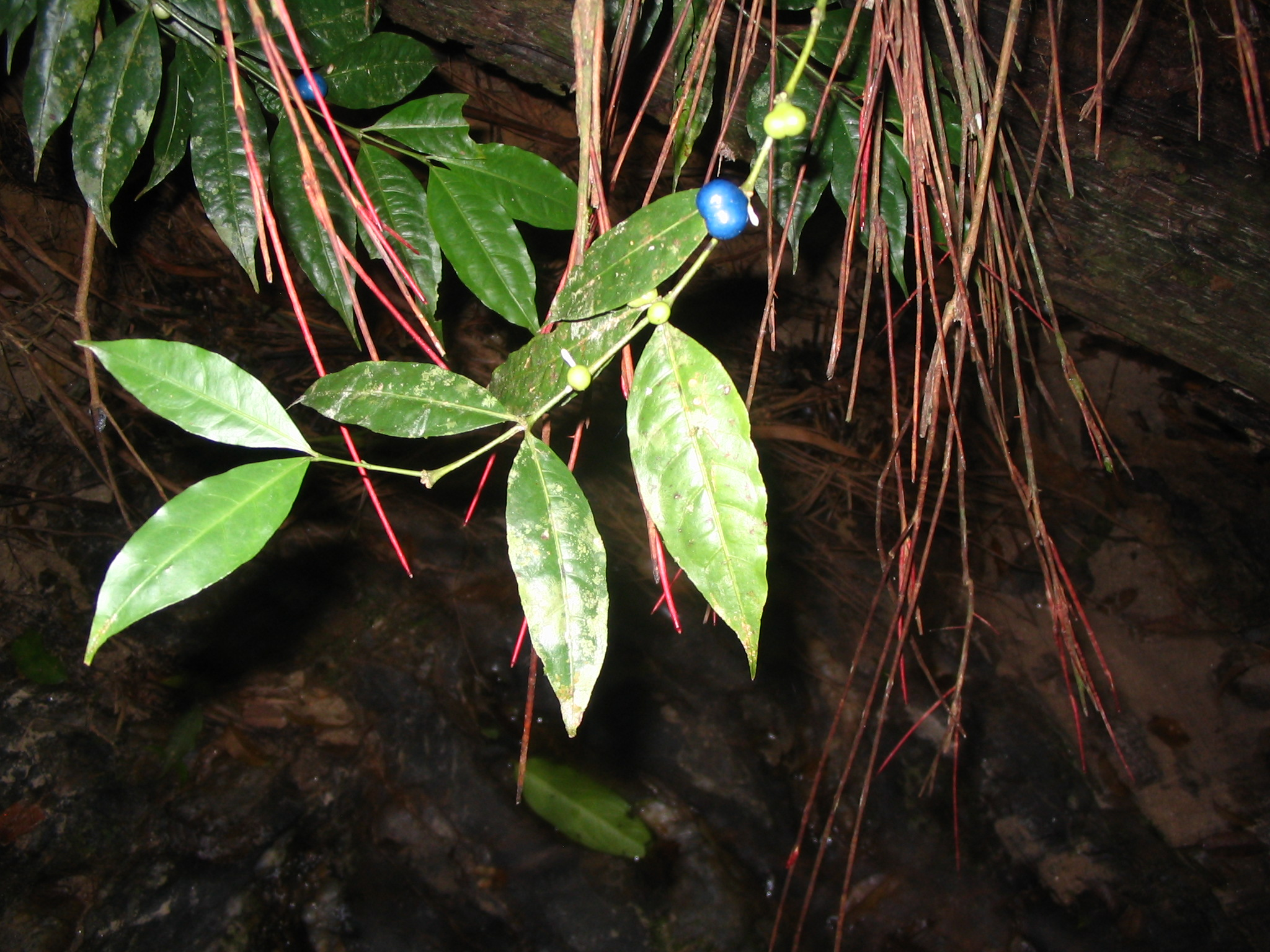
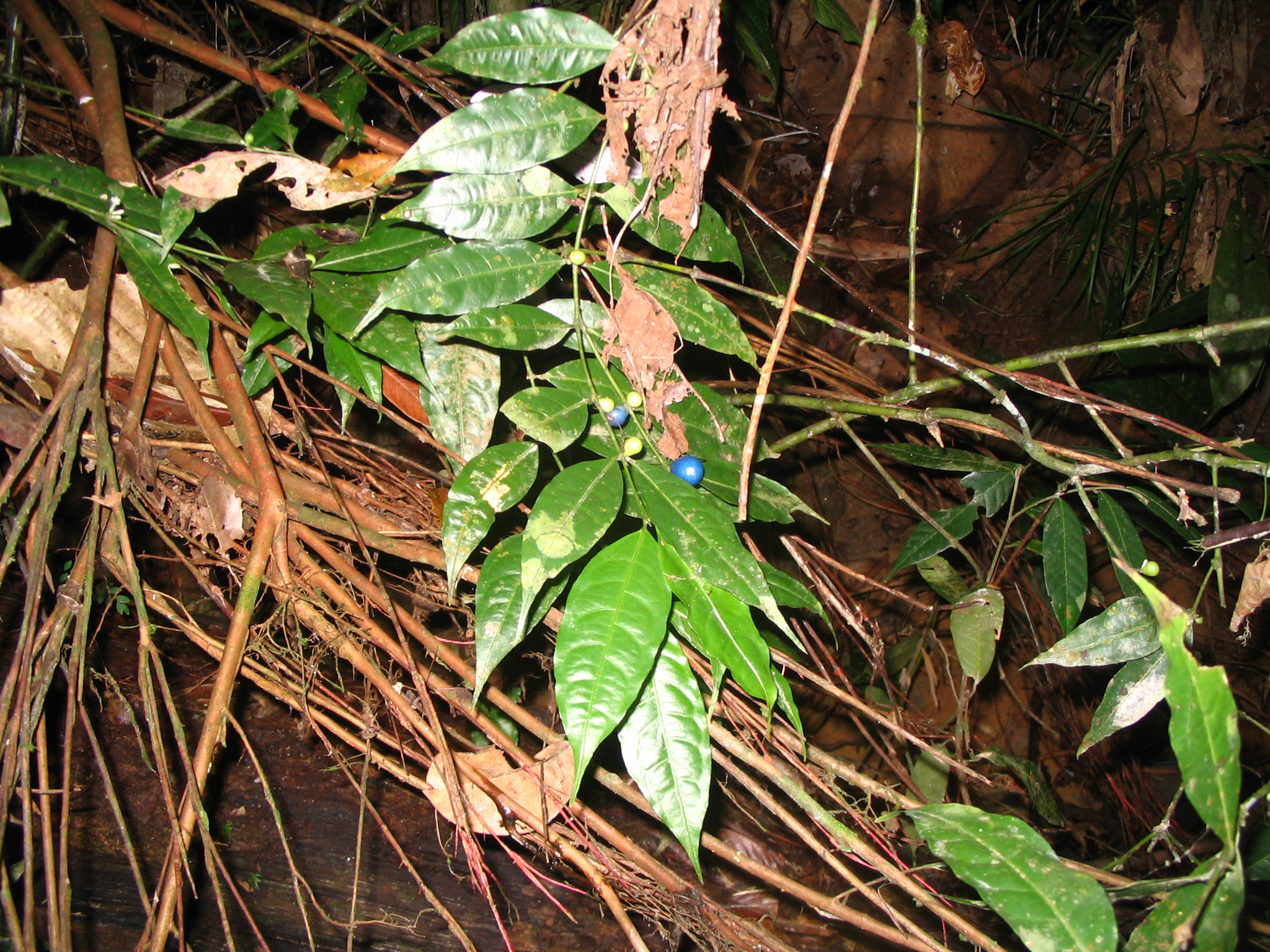